# José Carlos Pereira
José Carlos Castilho Xavier Pereira, mais conhecido como José Carlos Pereira ou Zeca (Lisboa, 17 de novembro de 1978), é um ator e médico português, conhecido por protagonizar várias séries e telenovelas na televisão portuguesa.
Terminou o curso de medicina em 2018, tendo ficado como médico indiferenciado devido à sua baixa nota no exame da especialidade.

## Televisão
Tornou-se popular na telenovela da TVI, Anjo Selvagem. O seu personagem era Pedro, o par romântico de Mariana (Paula Neves). Começou a aparecer nas revistas juvenis, com entrevistas e dezenas de posters publicados.
Voltou a aparecer em Baía das Mulheres, como par romântico de Bárbara Norton de Matos e teve uma pequena participação em Ana e os Sete, onde fez par romântico com Margarida Vila-Nova. 
Integrou a quarta temporada de Morangos com Açúcar no papel de Vítor Fontes, o empregado do bar do Colégio da Barra.
Protagonizou ao lado de Rita Pereira, na novela da TVI, Feitiço de Amor.
Participou em Sentimentos, no papel do bombeiro, Eusébio, onde mais uma vez contracena com Bárbara Norton de Matos.
Também em Mar de Paixão, é visto na pele do engenheiro civil Eduardo Dias Barbosa, onde volta a ser protagonista, ao lado de Paula Lobo Antunes.
Participou na mini-série "O Amor é um Sonho" (2011), onde foi protagonista juntamente com Sara Prata.
José Carlos Pereira participou também no reality show Perdidos na Tribo da TVI, onde teve que se integrar numa tribo do Pacífico, tendo ele e os seus companheiros sérias dificuldades em adaptar-se, ao enfrentar situações muito para além dos seus limites. Em 2011 teve uma participação especial em Anjo Meu como Pepito Martin. Fez parte do júri do programa da TVI A Tua Cara Não Me É Estranha.
Integrou o elenco de Louco Amor, no papel de Duarte Mendes.
Integrou o elenco de Destinos Cruzados, no papel de Afonso.
Em 2019 muda-se para a SIC, integrando o elenco da série Golpe de Sorte.
Em 2021, regressa à TVI para integrar a nova produção Festa é Festa.
Em 2024, torna-se jurado do novo talent-show da RTP1 "Superestrelas". 
| Ano         | Projeto                               | Papel                       | Notas                                  | Canal |
| ----------- | ------------------------------------- | --------------------------- | -------------------------------------- | ----- |
| 2001 - 2003 | Anjo Selvagem                         | Pedro Salgado               | Protagonista                           | TVI   |
| 2004 - 2005 | Baía das Mulheres                     | João Botelho Magalhães      | Protagonista                           | TVI   |
| 2004        | Ana e os Sete                         | Leão                        | Elenco Adicional                       | TVI   |
| 2004        | Inspetor Max                          | Eduardo Barreto             | Participação Especial                  | TVI   |
| 2006 - 2007 | Morangos com Açúcar                   | Vítor Fontes                | Elenco Principal                       | TVI   |
| 2008 - 2009 | Feitiço de Amor                       | Henrique Sacramento         | Protagonista                           | TVI   |
| 2008        | Casos da Vida - Anjos de Serviço      | Dr. Rodrigo Magalhães       | Protagonista                           | TVI   |
| 2009 - 2010 | Sentimentos                           | Eusébio Ramos de Oliveira   | Elenco Principal                       | TVI   |
| 2010 - 2011 | Mar de Paixão                         | Eduardo Barbosa             | Protagonista                           | TVI   |
| 2011        | O Amor é um Sonho                     | Vasco Ramos                 | Protagonista                           | TVI   |
| 2011        | Perdidos na Tribo                     | Ele Próprio                 | Concorrente                            | TVI   |
| 2011 - 2012 | Anjo Meu                              | Pepito Martin               | Elenco Principal                       | TVI   |
| 2012        | A Tua Cara Não Me É Estranha 1        | Ele Próprio                 | Jurado                                 | TVI   |
| 2012        | A Tua Cara Não Me É Estranha 2        | Ele Próprio                 | Jurado                                 | TVI   |
| 2012        | A Tua Cara Não Me É Estranha - Duetos | Ele Próprio                 | Jurado                                 | TVI   |
| 2012        | Noiva, Precisa-se (Telefilme)         | Rui                         | Protagonista                           | TVI   |
| 2012 - 2013 | Louco Amor                            | Duarte Mendes               | Protagonista                           | TVI   |
| 2013        | A Tua Cara Não Me É Estranha 3        | Ele Próprio                 | Jurado                                 | TVI   |
| 2013 - 2014 | Destinos Cruzados                     | Afonso Coentrinhos Trancoso | Elenco Principal                       | TVI   |
| 2014        | A Tua Cara não Me É Estranha - Kids   | Ele Próprio                 | Jurado                                 | TVI   |
| 2014        | Jardins Proibidos                     | Tito Trancoso               | Elenco Principal                       | TVI   |
| 2015        | Câmara Exclusiva                      | Ele Próprio                 | Apresentador, ao lado de Mónica Jardim | TVI   |
| 2016        | A Única Mulher                        | Cabé                        | Participação Especial                  | TVI   |
| 2016 - 2017 | A Tua Cara não Me É Estranha 4        | Ele Próprio                 | Jurado                                 | TVI   |
| 2016 - 2017 | Inspector Max                         | Jaime Silva                 | Elenco Principal                       | TVI   |
| 2018        | A Tua Cara não Me É Estranha 5        | Ele Próprio                 | Jurado                                 | TVI   |
| 2019 - 2020 | Golpe de Sorte                        | Vitinho                     | Elenco Principal                       | SIC   |
| 2019        | Golpe de Sorte: Um Conto de Natal     | Vitinho                     | Elenco Principal                       | SIC   |
| 2021        | Princípio, Meio e Fim                 | Ele Próprio, como Médico    | Participação Especial                  | SIC   |
| 2021 - 2023 | Festa É Festa                         | Sôtor                       | Elenco Principal                       | TVI   |
| 2021        | Pôr do Sol                            | Doutor Rodrigo              | Elenco Principal                       | RTP1  |
| 2022        | A Série                               | José Carlos Pereira         | Participação Especial                  | RTP2  |
| 2023        | I Love Portugal 4                     | Ele Próprio                 | Concorrente                            | RTP1  |
| 2024        | SuperEstrelas                         | Ele Próprio                 | Jurado                                 | RTP1  |

## Música
Em Dezembro de 2009, lançou o CD "Azul", um disco de originais que explora a música pop. 
O primeiro êxito, retirado deste CD é "M'Água" que pertence à banda sonora da 6.ª Série de verão de Morangos com Açúcar.
"Sei Lá" pertence à banda sonora da telenovela da TVI, Meu Amor.
e .

## Filhos
José Carlos Pereira é pai de Salvador nascido em 9 de janeiro de 2017 (8 anos), fruto da relação com Liliana Aguiar e de Tomás nascido em 1 de abril de 2021 (3 anos) fruto da relação com Inês de Góis.

## Medicina
Começou por frequentar o curso de Medicina Dentária tendo depois entrado para o curso de Medicina na Nova Medical School Lisboa, onde esteve durante cerca 15 anos até o concluir em 2018.